# 第23届中国金鸡百花电影节
第23届金鸡百花电影节于2014年9月24日-9月27日在甘肃省兰州市举办，由中国文联、中国电影家协会、兰州市人民政府主办。24日晚在甘肃大剧院举行开幕式，27晚在甘肃国际会展中心举办颁奖盛典。主持人为朱军、经纬。

## 主体活动
- 开幕式
- 国产新片推介展映
- 金鸡国际影展
- 港澳台影展
- 中国电影论坛等学术活动
- 大众电影百花奖提名者颁布仪式
- 大众电影百花奖终评
- 颁奖典礼暨电影节闭幕式[2]

## 获奖情况
- 第32届大众电影百花奖